# コディ・ウィットリー
コディ・ジェームズ・ウィットリー（Kodi James Whitley, 1995年2月21日 - ）は、 アメリカ合衆国ノースカロライナ州クレイトン出身のプロ野球選手（投手）。右投右打。MLBのタンパベイ・レイズ傘下所属。

## 経歴

### プロ入り前
マウント・オリーブ大学時代の2016年にはトミー・ジョン手術を受けている。

### プロ入りとカージナルス時代
2017年のMLBドラフト27巡目（全体814位）でセントルイス・カージナルスから指名され、プロ入り。契約後、傘下のルーキー級ガルフ・コーストリーグ・カージナルスでプロデビュー。A+級パームビーチ・カージナルスでもプレーし、2球団合計で13試合に登板して2セーブ、防御率1.53、22奪三振を記録した。
2018年はA級ピオリア・チーフスでプレーし、41試合（先発2試合）に登板して4勝2敗9セーブ、防御率2.51、68奪三振を記録した。
2019年はA+級パームビーチ、AA級スプリングフィールド・カージナルス、AAA級メンフィス・レッドバーズでプレーし、3球団合計で50試合に登板して3勝4敗9セーブ、防御率1.60、78奪三振を記録した。オフにはアリゾナ・フォールリーグに参加し、グレンデール・デザートドッグスに所属した。
2020年は7月23日にメジャー契約を結んで開幕ロースター入りし、26日のピッツバーグ・パイレーツ戦でメジャーデビュー。この年はメジャーで4試合に登板して防御率1.93、5奪三振を記録した。
2021年は25試合に登板して防御率2.49、27奪三振を記録した。
2022年は14試合に登板して防御率5.68ながらメジャー初勝利を含む2勝を記録した。オフの11月1日にウェイバー公示を経てクレイマー・ロバートソンと共にAAA級メンフィスに配属された。この時はメジャーに昇格することは無く、2023年7月19日に自由契約となった。

### ブレーブス傘下時代
2023年7月24日にマイク・モリンと共にアトランタ・ブレーブスとマイナー契約を結び、同日中にAAA級グウィネット・ストライパーズに配属されたが、ここでもメジャーに昇格することは出来ず、翌2024年3月12日に自由契約となった。
2024年は、どのチームにも所属しなかった。

### レイズ傘下時代
2025年2月18日にタンパベイ・レイズとマイナー契約を結んだ。

## 投球スタイル
90mph台中盤の速球とスライダーを主体としている。

## 詳細情報

### 年度別投手成績
| 年 度    | 球 団    | 登 板 | 先 発 | 完 投 | 完 封 | 無 四 球 | 勝 利 | 敗 戦 | セ 丨 ブ | ホ 丨 ル ド | 勝 率 | 打 者 | 投 球 回 | 被 安 打 | 被 本 塁 打 | 与 四 球 | 敬 遠 | 与 死 球 | 奪 三 振 | 暴 投 | ボ 丨 ク | 失 点 | 自 責 点 | 防 御 率 | W H I P |
| -------- | -------- | ----- | ----- | ----- | ----- | -------- | ----- | ----- | -------- | ----------- | ----- | ----- | -------- | -------- | ----------- | -------- | ----- | -------- | -------- | ----- | -------- | ----- | -------- | -------- | ------- |
| 2020     | STL      | 4     | 0     | 0     | 0     | 0        | 0     | 0     | 0        | 0           | ----  | 17    | 4.2      | 2        | 1           | 1        | 0     | 0        | 5        | 0     | 0        | 1     | 1        | 1.93     | 0.64    |
| 2021     | STL      | 25    | 0     | 0     | 0     | 0        | 0     | 0     | 0        | 4           | ----  | 101   | 25.1     | 15       | 1           | 12       | 0     | 0        | 27       | 1     | 1        | 8     | 7        | 2.49     | 1.07    |
| 2022     | STL      | 14    | 0     | 0     | 0     | 0        | 2     | 0     | 0        | 1           | 1.000 | 59    | 12.2     | 11       | 2           | 9        | 0     | 2        | 12       | 0     | 0        | 8     | 8        | 5.68     | 1.58    |
| MLB：3年 | MLB：3年 | 43    | 0     | 0     | 0     | 0        | 2     | 0     | 0        | 5           | 1.000 | 177   | 42.2     | 28       | 4           | 22       | 0     | 2        | 44       | 1     | 1        | 17    | 16       | 3.38     | 1.17    |

- 2024年度シーズン終了時

### ポストシーズン投手成績
| 年 度     | 球 団     | シ リ ｜ ズ | 登 板 | 先 発 | 勝 利 | 敗 戦 | セ ｜ ブ | 打 者 | 投 球 回 | 被 安 打 | 被 本 塁 打 | 与 四 球 | 敬 遠 | 与 死 球 | 奪 三 振 | 暴 投 | ボ ｜ ク | 失 点 | 自 責 点 | 防 御 率 |
| --------- | --------- | ----------- | ----- | ----- | ----- | ----- | -------- | ----- | -------- | -------- | ----------- | -------- | ----- | -------- | -------- | ----- | -------- | ----- | -------- | -------- |
| 2020      | STL       | NLWC        | 1     | 0     | 0     | 0     | 0        | 2     | 0.1      | 1        | 1           | 0        | 0     | 0        | 0        | 0     | 0        | 1     | 1        | 27.00    |
| 出場：1回 | 出場：1回 | 出場：1回   | 1     | 0     | 0     | 0     | 0        | 2     | 0.1      | 1        | 1           | 0        | 0     | 0        | 0        | 0     | 0        | 1     | 1        | 27.00    |

- 2024年度シーズン終了時

### 年度別守備成績
| 年 度 | 球 団 | 投手（P） | 投手（P） | 投手（P） | 投手（P） | 投手（P） | 投手（P） |
| 年 度 | 球 団 | 試 合     | 刺 殺     | 補 殺     | 失 策     | 併 殺     | 守 備 率  |
| ----- | ----- | --------- | --------- | --------- | --------- | --------- | --------- |
| 2020  | STL   | 4         | 0         | 1         | 0         | 0         | 1.000     |
| 2021  | STL   | 25        | 3         | 1         | 0         | 0         | 1.000     |
| MLB   | MLB   | 29        | 3         | 2         | 0         | 0         | 1.000     |

- 2021年度シーズン終了時

### 背番号
- 38（2020年 - 2022年）